# 아디 (시민단체)
아디(ADI, Asian Dignity Initiative 아시아인권평화디딤돌)는 2016년 결성된 서울시 비영리 민간단체이다. 아디는 아시아 곳곳의 인권침해 및 분쟁 지역에서 스스로의 존엄을 지키며 자신들의 삶을 변화시키기 위해 살아가고 있는 현장의 많은 활동가와 피해자를 지원하는 것을 목적으로 하고 있다.  

## 주요사업

### 미얀마/메이크틸라

#### 배경
2013년 3월 20일 미얀마 중부 만달레이주 메이크틸라 타운쉽에서는 무슬림 금은방 주인과 불교도인 사이의 언쟁이 촉발이 되어 3일간 43명의 사망자와 86명의 부상, 13,000명의 피난민을 낳은 폭력사태가 발생하였다. 극우주의자의 반이슬람주의 운동과 미얀마 정부의 방관이 빚어낸 이 참사는 메이크틸라 내 불교도 주민과 무슬림 주민 사이의 긴장감과 혐오문화를 조성하였다.  

#### 활동
2016년 메이크틸라 여성피해자 공동체에 대한 지원, 아동 놀이 공연, 메이크틸라 분쟁 피해생존자 미술심리지원 프로그램으로 활동을 시작하였다. 2017년부터는 차별과 혐오로 두려움과 긴장이 일상에 스며든 메이크틸라에서 미래세대인 아동 청소년을 메이크틸라의 평화 세대로 양성하기 위하여 평화도서관 사업을 진행 중이다.  2018년 말까지 도서관 건축과 도서관이 완공되면 지역사람들과 함께 사서와 교육가 양성 훈련을 진행, 메이크틸라의 지역적 맥락에 맞는 평화 프로그램을 연구, 아동청소년의 비판적 사고 능력과 평화감수성 교육을 지원할 계획이다. 

### 로힝야/인권기록

#### 배경
2016년 말 미얀마 서북부에 있는 라카인주에 거주하는 로힝야 무슬림 소수민족은 미얀마 정부로부터 방화, 무차별적 총살, 법외살인, 집단강간, 아동살해 등 탄압을 받았다. 같은 해 10월에 발생한 로힝야 무장단체의 미얀마 정부의 국경경찰 초소 공격으로 발생한 9명의 사망자 대한 미얀마 정부의 보복적 대응이었다. 이듬해 2017년 8월 25일 반군단체인 아라칸 로힝야 구세군(ARSA)의 초소 공격이 재발생하자 미얀마 정부는 대대적인 토벌작전을 발표하였고 이로 인해 방글라데시로 이동한 미얀마 로힝야 소수민족의 숫자는 67만 1,000명에 달한다. 전 세계적으로 가장 급속하게 확장된 난민사태를 발생시킨 로힝야 소수민족을 UN은 '세계에서 가장 박해받는 민족'이라고 표현하였다.}

#### 활동
피해자들의 이야기를 객관적으로 전달하는 것을 목적으로 인권기록사업을 진행 중이다.  2016년 메이크틸라 학살을 계기로 미얀마 소수민족의 인권실태조사를 목적으로 시민권실태조사에 착수하였다. 2016년 학살 이후에는 로힝야 무슬림 소수민족에 대한 인권실태조사도 함께 이루어지고 있다. 2017년 2월부터 지속적인 방글라데시 로힝야난민캠프 방문을 통해 방글라데시 시민단체와의 연계, 로힝야 난민활동가 인권기록 워크숍을 진행하였고 조사보고서를 발간하여 UN기구에 제출하였다. 국내에서는 로힝야 난민사태를 알리고 시민 사회의 인식 개선을 위하여 언론 기고, 유엔인권보관 이향히 교수의 강연, 로힝야 난민 초청, 토론회와 같은 사업을 진행 중이고 로힝야시민사회대응에서도 활동 중이다.

### 로힝야/심리사회지원

#### 배경
2017년 초부터 아디는 로힝야인권기록을 진행하며 생존피해자들을 만나고 이들의 증언을 수집하였다. 생존피해자들이 인터뷰에서 트라우마를 디브리핑하는 과정에서 로힝야 난민들은 기약없는 송환과 이주에 대한 두려움과 불안함이 크다는 것을 알게 되었다. 이들을 정서적으로 지원해줄 수 있는 심리사회지원의 필요를 느꼈고 이후 수요조사를 통해 난민임시정착촌인 하킴파라 캠프 (Camp 14)에서 로힝야 난민여성과 아동을 위한 프로젝트를 기획하게 되었다.

#### 활동
여성과 아동들이 함께 어울리고 서로의 마음을 어루만져줄 수 있도록 로힝야여성심리지원단을 양성훈련하고 난민 커뮤니티에서 서로를 보호하고 지지하는 관계망을 만드는 커뮤니티지원사업을 진행하고 있다. 2018년 6월 로힝야 난민여성을 위한 자기돌봄프로젝트와 아동을 위한 음악평화활동을 각 3개월과 3주간 진행하였다. 자기돌봄프로젝트는 로힝야 여성가장 13명이 동료지지활동가 양성교육을 받은 이후 직접 난민캠프 내 취약계층 여성을 방문하여 서로를 위로하고 이야기를 나누는 활동으로 진행되었다. 두 번째 프로젝트인 음악평화활동은 음악을 통하여 갈등이 고착화된 상황 속에서 일상의 희망을 재발견하는 내적 감수성을 일깨우는 것을 지향하는 프로젝트로 5-10세 아동을 대상으로 공동체음악워크숍이 진행되었다.

### 팔레스타인 평화연대

#### 배경
1948년 이스라엘 건국과 함께 시작된 이스라엘과 팔레스타인간의 분쟁은 현존하는 가장 고질적이고 오래된 분쟁이고 수십 년간의 국제사회의 노력에도 여전히 팔레스타인에서 벌어지는 폭력의 악순환은 이어지고 있다. 아디는 이스라엘과 팔레스타인간 분쟁의 역사과 내용을 고찰하고 한국의 시민사회가 분쟁과 갈등의 고리를 끊기 위한 다양한 노력을 시도하고 있다.

#### 활동
이스라엘과 팔레스타인을 둘러싼 다양한 이해관계자들의 주장은 현장의 모습을 제대로 담아내지 못하고 있다. 분쟁과 갈등의 현황을 이해하고 문제의 해결점을 찾기 위한 현장중심의 활동을 진행하고 있다.
- 팔레스타인평화연구팀: 이스라엘과 팔레스타인의 역사, 사회, 문화를 고민하고 이 지역을 둘러싼 문제의 맥락을 연구한다.

- 인권보고서 제작: 양측간의 분쟁으로 가장 소외되고 피해받는 이들의 목소리를 듣고 기록하는 활동을 수행함. 2018년은 ‘이스라엘 정착촌 국제법상 지위확인 및 피해조사 보고서’ 제작

- 평화여행: 단순한 종교적 성지순례가 아닌 현황을 바라보기 위한 여행을 한국의 시민사회와 함께 진행한다. 2018년 9월 첫 번째 ‘팔레스타인 평화여행’을 진행하고 있다.